# دنیای حیوانات
دنیای حیوانات (به چینی: 动物世界) فیلمی چینی، محصول سال ۲۰۱۸، به کارگردانی هان یان در سبک فیلم ماجراجویی اکشن است. در این فیلم که بر اساس مانگا کایجی اثر نوبایاکی فاکاموتو است، لی یایفنگ، مایکل داگلاس و ژو دونگیو به ایفای نقش پرداختند.

## داستان
یک مرد جوان به نام ژنگ کایسی وقتی نمی‌تواند بدهی چند میلیونی که با قمار کردن بالا آورده پرداخت کند، تصمیم می‌گیرد وارد مسابقه‌ای اسرارآمیز شود که با پیروزی در آن، بدهی‌اش به صورت کامل بخشیده می‌شود.

## بازیگران
- لی یایفنگ (ژنگ کایسی)
- مایکل داگلاس (اندرسون)
- ژو دونگیو (لیو کینگ)
- کائو بینگکان (لی جان)
- وانگ جه (منگ جیائوپینگ)